# Quinta da Prelada

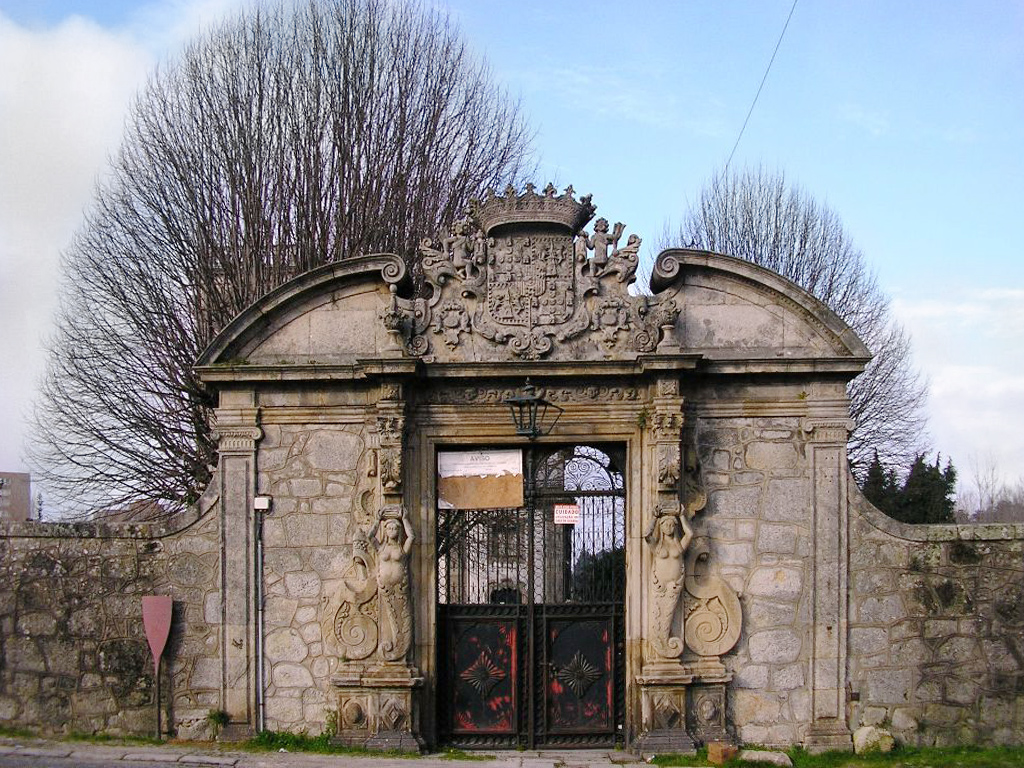
Puerta de acceso a la Casa da Prelada

La Quinta da Prelada era una finca situada en la ciudad portuguesa de Oporto, compuesta de un palacete, jardines y fuentes de estilo barroco portugués del siglo XVIII.
El edificio principal fue construido en 1754 sobre los planos del arquitecto italiano Nicolau Nasoni. Fue mandada construir por las familias de Noronha y Menezes. Su obra quedó sin terminar. El edificio estaba diseñado en tres alturas interconectadas por escaleras con cuatro torres, de las cuales solo se hizo una.. Las puertas, balcones y ventanas están hechas de granito, decorados al estilo barroco
Estaba proyectado en el jardín, un laberinto (el mayor de la península ibérica), obeliscos, estatuas y un lago con un pequeño castillo.
Destaca la entrada principal a La Quinta de piedra, ricamente decorada, con un gran escudo de la familia muy elaborado y dos columnas a los lados de la puerta que sujetan dos sirenas de piedra.
En 1904 pasó a ser propiedad de la Iglesia católica por donación. Hoy en día, por la dejadez y el abandono, parte de la extensión que ocupaba La Quinta, ha sido ocupada por una gran parte de Hospital da Prelada, un campamento y algunas casas construidas.